# Clifford Hugh Douglas
Clifford Hugh Douglas (Edgeley, 20 gennaio 1879 – Fearnan, 29 settembre 1952) è stato un ingegnere britannico.
Fu il pioniere del movimento di riforma economica distributista basato sul credito sociale.

## Istruzione e carriera di ingegneria
Figlio di Hugh Douglas e Louisa Hordern. Alcuni dettagli sono noti sulla sua vita precoce e la formazione; ha servito probabilmente un maestro di ingegneria di apprendistato prima di costruire una sua carriera di ingegneria che lo portò a visitare zone in tutta la Britannia per essere impiegato in aziende elettriche, ferrovie, e altre istituzioni. Poi ha insegnato alla Stockport Grammar School. Dopo un periodo nel settore industriale si è recato all'Università di Cambridge all'età di 31 anni, ma rimasti solo quattro esami ha lasciato senza la laurea. Poi ha lavorato per la Westinghouse Electric Corporation d'America e ha affermato di essere stato ingegnere per la Westinghouse Compagnia britannica in India (ma la società non ha alcun ricordo di lui), vice-direttore di macchina della Buenos Aires and Pacific Railway Company, Ingegnere ferroviario delle Poste di Londra e Assistente del sovrintendente alla Royal Aircraft Factory di Farnborough durante la prima guerra mondiale.

## Credito sociale
Mentre stava riorganizzando il lavoro del Royal Aircraft Institut, durante la prima guerra mondiale, Douglas notò che il costo totale settimanale di merci prodotte era maggiore delle somme versate ai lavoratori sommando salari, stipendi e dividendi. Questo sembrava in accordo alla teoria marxiana del valore, che definisce tale differenza come plusvalenza.
Pensando di scollegare l'apparente tra il modo in cui scorreva il denaro e gli obiettivi sociali ("la consegna delle merci e dei servizi", a suo avviso), Douglas ideò il modo cui applicare metodi di ingegneria per il sistema economico, prendendo spunto anche dal Racconto della finestra rotta.
Douglas raccolse dati da più di un centinaio di grandi imprese britanniche, e rilevò che in ogni caso, esclusi quelli della voce "fallimento", le somme versate a titolo di stipendi, salari e dividendi erano sempre state inferiori ai costi totali dei beni e servizi prodotti ogni settimana: ciò significava che i lavoratori non erano stati pagati abbastanza per poter acquistare ciò che avevano prodotto. Ha pubblicato le sue osservazioni e conclusioni in un articolo in inglese dove ha suggerito: "che stiamo vivendo nell'ambito di un sistema di contabilità che rende la consegna delle merci e servizi in sé una impossibilità tecnica". Il motivo, Douglas concluse, è che il sistema economico è stato organizzato al fine di massimizzare i profitti per coloro che hanno il potere economico di creare inutili scarsità. Tra il 1916 e il 1920, ha sviluppato le sue idee economiche, con la pubblicazione di due libri nel 1920: Democrazia economica e Il credito e la democrazia.
Liberare i lavoratori da questo sistema di potere d'acquisto che, in linea con la produzione, è diventata la base delle idee di riforma che divenne nota come "credito sociale". Ci sono stati due elementi principali del programma di riforma di Douglas: un dividendo nazionale (ossia ciò che oggi chiamiamo "reddito di base") di ridistribuire la ricchezza per le classi più basse, e un meccanismo di adeguamento dei prezzi al fine di garantire che i lavoratori potrebbero acquistare ciò che potrebbero produrre. Libertà individuale, la libertà economica primaria, è stato l'obiettivo centrale della riforma di Douglas

### L'eredità di Douglas
Alla fine della guerra, trovandosi in pensione Douglas cercò di promuovere le sue idee di riforma a tempo pieno, cosa che egli fece per il resto della sua vita. Le sue idee hanno ispirato il movimento canadese per il credito sociale, e in Australia e Nuova Zelanda il Partito per il credito sociale. Douglas ha anche viaggiato e tenuto conferenze sul credito sociale in Canada, Giappone, Nuova Zelanda e Norvegia.
Apparve come testimone davanti all'ente bancario canadese nel 1923 e prima al comitato Macmillan nel 1930. La sua edizione del 1933 di "Credito sociale" contiene un riferimento ai Protocolli dei Savi di Sion"; pur rilevandone la dubbia autenticità, l'autore scrisse "è interessante a questo proposito, la fedeltà con la quale i metodi di tale progetto possono essere visti come riscontro nei fatti di esperienza quotidiana". Ovverosia, pur ammettendoli falsi, tutto ciò che vi si trova prospettato si avvera quotidianamente nella realtà dei fatti e ciò è verificabile da chiunque.
Douglas è morto nella sua casa di Fearnan, Scozia. Douglas e le sue teorie sono a più riprese citate nella trilogia di Lewis Grassic Gibbon, A Scots Quair.